# 腕神経叢

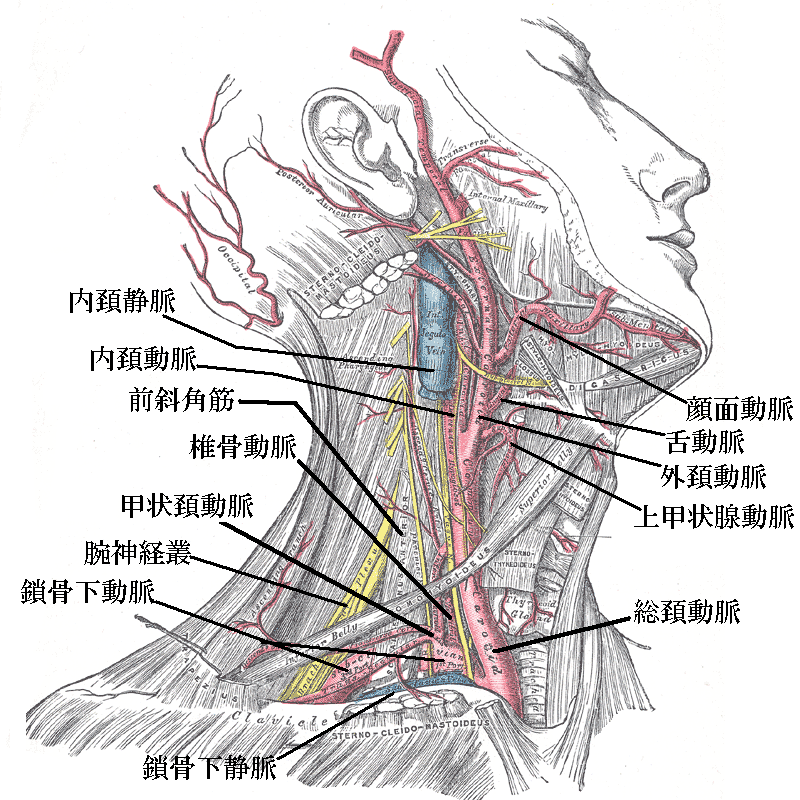
右の頚部を切開したところの図。前斜角筋の後部から腕神経叢がでている。

腕神経叢（わんしんけいそう、brachial plexus）とは脊髄神経から分岐し頭・首・上肢のうちに鎖骨・上腕・前腕・手へ繋がる神経叢の名称。
腕神経叢は脊髄神経から分岐し頭部・背中・肩部と上肢のうち後頭部・首・鎖骨に繋がる頚神経叢と相互に連結しているためこれらを合わせて頚腕神経叢と呼ぶ。

## 腕神経叢の構成
腕神経叢は第5頚神経～第1胸神経の前枝から構成されており、根と神経幹と神経束の3つからなる。
第5、第6頚神経の前枝が合流し上神経幹、第7頚神経の前枝が中神経幹、第8頚神経と第1胸神経の前枝が合流し下神経幹を形成する。上・中神経幹からの枝（前部）が合流し外側神経束（C5～C7）、上・中・下の神経幹からの枝（後部）が合流し後神経束（C5～Th1）、下神経幹からの枝（前部）から内側神経束（C8、Th1）が形成される。

## 外側神経束外側
筋皮神経（C5~C7）

## 外側神経束内側と内側神経束外側の合流部
正中神経（C5~Th1)

## 内側神経束内側
尺骨神経（C8~Th1）

## 後神経束
橈骨神経（C6~C8）
腋窩神経（C5~C6）

## 腕神経叢の枝
腕神経叢の枝は大きく分けると、鎖骨上枝と鎖骨下枝に分かれる。

## 鎖骨上枝
肩甲背神経（C4~C6）
肩甲上神経（C5）
長胸神経（C5~C7）
鎖骨下筋神経（C5）

## 鎖骨下枝
- 胸背神経（C5~C8）
- 外側胸筋神経（C5~C7）
- 内側胸筋神経（C7~Th1）
- 肩甲下神経（C5~C7）
- 外側上腕皮神経
- 内側上腕皮神経
- 外側前腕皮神経
- 内側前腕皮神経

## 腕神経叢麻痺
- 原因は外傷、分娩麻痺、リュックサック麻痺、睡眠中の圧迫、腫瘍、肩関節脱臼、注射、手術などが考えられる。
  - 上部麻痺（エルブ麻痺）：C5-6の麻痺症状。三角筋、上腕二頭筋麻痺、肩関節挙上・肘関節屈曲・前腕回外障害などの運動麻痺。C5-6領域の知覚異常。
  - 下部麻痺（クルンプケ麻痺）：C8-Th1の麻痺症状。手指屈筋・手内筋・手関節掌屈筋障害などの運動麻痺。C8-Th1領域の知覚異常。
- 交感神経の損傷でホルネル徴候を伴うこともある。